# أندريه لوويج
أندريه لوويج (بالهولندية: André Looij)‏ (و. 1995  م) هو دراج، هولندي،  ولد في ويلنيس.

## التصنيف
| السنة     | 2014 | 2015 | 2016 | 2017 | 2018 | 2019 |
| --------- | ---- | ---- | ---- | ---- | ---- | ---- |
| عالمي     |      |      | 677  | 402  | 325  | 2373 |
| أوروبا    | 128  | 188  | 417  | 201  | 175  | 1516 |
| آسيا      | -    | -    | -    | -    | 421  |      |
|           |      |      |      |      |      |      |
| مصدر: UCI |      |      |      |      |      |      |

## سجل الفوز

### سباقات أو مراحل فاز بها
| التاريخ        | السباق                             | المركز                  |
| -------------- | ---------------------------------- | ----------------------- |
| 04 مايو 2014   | Grand Prix de la Somme 2014        | الخامس في التصنيف العام |
| 18 مارس 2016   | هاندزام الكلاسيكي 2016             | الخامس في التصنيف العام |
| 12 يونيو 2016  | طواف ليمبورغ 2016                  | السابع في التصنيف العام |
| 15 مارس 2017   | سباق نوكير كويرز 2017              | الثامن في التصنيف العام |
| 17 مارس 2017   | هاندزام الكلاسيكي 2017             | السادس في التصنيف العام |
| 28 أبريل 2018  | هيمرلاند روندت 2018                | الفائز في التصنيف العام |
| 16 يونيو 2018  | فيين روندت 2018                    | الثامن في التصنيف العام |
| 07 يوليو 2018  | 2018 جائزة جان بيير مونسيري الكبرى | الفائز في التصنيف العام |
| 04 أغسطس 2018  | طواف بحيرة تشينغهاي 2018           | الخامس في تصنيف النقاط  |
| 31 أكتوبر 2018 | طواف هاينان 2018                   | الثامن في تصنيف النقاط  |
| 01 يناير 2019  | ستير فان زوول 2019                 | المركز الثالث           |